# 김가령
김가령(1986년 2월 5일 ~ )은 대한민국의 성우로, 2012년 경기방송 공채 1기로 입사했다가, 2015년 CJ ENM 성우극회 공채 9기로 입사했다. 

## 학력
개인 유튜브를 운영하고 있으며 게임 원신의 페이몬 영상이 유명해지면서 2023년 가을부터는 페이몬 포함한 본인 캐릭터를 활용한 버튜버로도 활동한다.

## 애니메이션
- 아이 엠 스타!(투니버스) - 모모, 나나
- 요괴워치(투니버스) - 설녀, 눈보라공주
- 신비아파트: 고스트볼의 비밀(투니버스) - 벽수귀, 치돈귀, 망부화
- 신비아파트: 고스트볼X의 탄생(투니버스) - 벨라
- 신비아파트 고스트볼Z(투니버스) - 팔척귀(재은), 번개 팔척귀
- 베이블레이드 버스트(투니버스) - 강솔, 주영
- 원피스(투니버스) - 보아 썬더소니아, 어린 월드
- 트랜스포머 어드벤처(투니버스) - 필치
- 사이드킥(투니버스) - 바나 글래마
- 괴도키드 (투니버스) - 앵커
- 안녕! 보노보노(투니버스) - 포로리
- 안녕 자두야 시즌3(투니버스)
- 벅스봇 이그니션(투니버스) - 고아라
- 포켓몬스터 W(투니버스) - 세희
- 도깨비언덕에 왜 왔니?(투니버스) - 달님
- 꼬마공룡 크앙(KBS) - 피코, 토토
  - 크앙과 게임해요(KBS) - 피코, 토토
- 파파독(KBS) - 주현아
- 쫑알쫑알 똘똘이 6(KBS) - 토솜이
- 반짝반짝 달님이, 반짝반짝 달님이 2(KBS) - 달콩이, 지은이 언니, 소방관 언니
- 알쏭달쏭 캐치! 티니핑 (재능TV) - 꾸래핑
- 또봇 V - 필승 아빠
- 원피스 스페셜 : 에피소드 이스트블루 - 홍당무
- 레인보우 루비(EBS) - 루비
- 레인보우 버블젬(EBS) - 오렌지 앰버, 애니 선생님
- 대롱대롱 요괴지롱(투니버스) - 오로라
- 내 친구 코리리((SBS)
- 빠샤메카드 (MBC) - 캔디
- 아기를 부탁해! 토츠(디즈니 주니어, 디즈니+) - 케이시
- 아발로 왕국의 엘레나(디즈니 주니어) - 클로이
- 왓 이프...?(디즈니+) - 페기 카터/캡틴 카터
- 마법사 프리큐어!(대원방송) - 문리코
- 메탈카드봇(KBS) - 안나
- 메탈카드봇S 강철의 귀환(EBS) - 안나, 모나
- 디지몬 어드벤처:(대원방송) - 가트몬, 엔젤우몬, 오파니몬

### 극장용 애니메이션 더빙
- 극장판 요괴워치: 탄생의 비밀이다냥! - 설녀
- 극장판 요괴워치: 염라대왕과 5개의 이야기다냥! - 현아, 민성 엄마
- 극장판 요괴워치: 하늘을 나는 고래와 더블세계다냥! - 수빈
- 짱구는 못말려 극장판: 습격!! 외계인 덩덩이 - 기자
- 짱구는 못말려 극장판: 수수께끼! 꽃피는 천하떡잎학교 - 스마티
- 명탐정 코난: 진홍의 연가
- 주먹왕 랄프 2: 인터넷 속으로
- 굴뚝마을의 푸펠 - 레베카
- 극장판 실바니안 패밀리 프레야의 선물

### 게임 더빙
- 메이플스토리 2 - 여성 소울 바인더
- 그랜드체이스 - 라피스
- 스타프로젝트 - 서린
- 사이퍼즈 - 구원자 시드니
- 던전앤파이터 - 이키 더 비키, 정신해방자 케파도나
- 음양사 - 카구야히메
- 원신 - 페이몬
- 라이브러리 오브 루이나 - 이오리
- 메이플스토리 - 라라
- 쿠키런: 킹덤 - 펌킨파이맛 쿠키
- 클로저스 - 저수지
- 블루아카이브 -아리스 시즈코
- 에버소울 -가넷
- 카트라이더-마카롱
- 리버스:1999-소네트

### 외화
- 닥터 스트레인지: 대혼돈의 멀티버스 - 캡틴 카터(헤일리 앳웰)
- 이터널스 - 술집 여성(한나 도드)
- 퍼스트 어벤저 - 페기 카터(헤일리 앳웰)
- 호크아이 - 로라 바튼(린다 카델리니) / 미시(아델 드라호스) / 안나(애니 해밀턴) / 그리어(니첼 램버트) / 교사(시시 칼)
- 아메리카 퍼니스트 홈 비디오: 동물 에디션

### 특촬물
- 미라클 멜로디 (투니버스) - 알토, 캐논 엄마
- 퓨어엔젤 미라클 매직 (투니버스) - 사라
- 가면라이더 기츠 (대원방송) - 신네온, 신새론
- 파워레인저 루팡포스 VS 패트롤포스 - 서은하(루팡 옐로우)

### 드라마
- O'PENing - 목소리를 구분하는 방법 (tvN)

### 라디오 진행 및 퀴즈 더빙
- KFM 경기방송 서정덕, 김가령의 한밤나라 (진행)
- KFM 경기방송 이승현의 뮤직 하이웨이 (퀴즈 성우)

## OST
- 카드캡터 체리 오프닝 Catch you Catch me